# 보렐-베유-보트 정리
리 군 이론에서, 보렐-베유-보트 정리(영어: Borel–Weil–Bott theorem)는 반단순 리 군의 기약 표현을 어떤 복소수 선다발의 층 코호몰로지 군으로 나타내는 정리이다.

## 정의
다음 데이터가 주어졌다고 하자.
- 복소수 반단순 리 군 {\displaystyle G}
- 극대 원환면 {\displaystyle T\leq G}
- 보렐 부분군 {\displaystyle T\leq B\leq G}
- {\displaystyle B}의 멱일 근기 {\displaystyle U\leq B\leq G}. 특히 {\displaystyle B/U=T}이다.
{\displaystyle {\begin{matrix}T&\subset &B&\subset &G\\&&\cup \\&&U\end{matrix}}}
- {\displaystyle T}의 정수 무게 {\displaystyle \lambda \colon \operatorname {Lie} (T)^{*}\to \mathbb {C} }. 즉, 군 표현 {\displaystyle T\to \operatorname {GL} (1;\mathbb {C} )=\operatorname {Unit} (\mathbb {C} )}.

그렇다면, 다음을 정의할 수 있다.
- 사영 사상 {\displaystyle B\twoheadrightarrow B/U=T}을 통한 {\displaystyle B}의 군 표현 {\displaystyle C_{\lambda }\colon B\to \operatorname {GL} (1;\mathbb {C} )}
- {\displaystyle B}-주다발 {\displaystyle G\twoheadrightarrow G/B}에 대한, {\displaystyle C_{\lambda }}의 연관 벡터 다발 {\displaystyle (G\times \mathbb {C} )/B=L_{-\lambda }}. 이는 복소수 선다발이다.
- {\displaystyle L_{-\lambda }} 계수의 층 코호몰로지 군 {\displaystyle \operatorname {H} ^{i}(G/B;L_{-\lambda })}. 이는 각 자연수 {\displaystyle i}에 대한 복소수 벡터 공간이다.
- 또한, {\displaystyle G}가 {\displaystyle (G\times \mathbb {C} )/B=L_{-\lambda }} 위에 (왼쪽에서) 작용하므로, {\displaystyle G}는 층 코호몰로지 군 {\displaystyle \operatorname {H} ^{i}(G/B;L_{-\lambda })} 위에 작용한다. 즉, 층 코호몰로지 군들은 군 대수 {\displaystyle \mathbb {C} [G]}의 왼쪽 가군을 이룬다.

또한, 다음을 정의할 수 있다.
- {\displaystyle \rho }가 {\displaystyle G}의 모든 양근들의 합 ×½이라고 하자.
- 정수 무게 {\displaystyle \lambda } 및 바일 군 {\displaystyle \operatorname {W} (G)}의 임의의 원소 {\displaystyle w\in \operatorname {W} (G)}에 대하여, 작용 {\displaystyle w\lambda =w(\lambda +\rho )-\rho }. 이에 따라 바일 군은 정수 무게 격자 위의 왼쪽 군의 작용을 갖는다.
- {\displaystyle \operatorname {length} \colon \operatorname {W} (G)\to \mathbb {N} }은 콕서터 군의 원소에 대한 길이 함수이다.

이제, 다음과 같은 두 가지 경우 가운데 하나가 성립한다.
1. 바일 군 작용에 대한, {\displaystyle \lambda }의 안정자군은 자명군이 아니다 ({\displaystyle \exists w\neq 1\colon w\lambda =\lambda }). 이는 임의의 {\displaystyle w\in \operatorname {W} (G)}에 대하여 {\displaystyle w\lambda }가 항상 우세 무게가 아닌 것과 동치이다. 이는 또한 어떤 양근 {\displaystyle \beta }에 대하여 {\displaystyle \langle \lambda |\beta ^{\vee }\rangle =0}인 것과 동치이다.
2. {\displaystyle w\lambda }가 우세 무게가 되는 바일 군 원소 {\displaystyle w\in \operatorname {W} (G)}가 유일하게 존재한다. 이를 {\displaystyle w_{\lambda }}라고 하자. 또한, 우세 무게 {\displaystyle w\lambda }에 대응하는 {\displaystyle G}의 기약 표현이 {\displaystyle G\to \operatorname {GL} (V)}라고 하자.

그렇다면, 각 경우에 대하여 보렐-베유-보트 정리에 따르면 층 코호몰로지 군 {\displaystyle \operatorname {H} ^{i}(G/B;L_{-\lambda })}는 다음과 같다.
1. {\displaystyle \forall i\in \mathbb {N} \colon \operatorname {H} ^{i}(G/B;L_{-\lambda })=0}
2. {\displaystyle \operatorname {H} ^{i}(G/B;L_{-\lambda })={\begin{cases}0&i\neq \operatorname {length} (w_{\lambda })\\V^{*}&i=\operatorname {length} (w_{\lambda })\end{cases}}}

특히, 이미 {\displaystyle \lambda }가 우세 무게인 경우, 항상 경우 2가 성립하며, {\displaystyle w_{\lambda }=1}이자 {\displaystyle \operatorname {length} (w_{\lambda })=0}이다. 이 경우를 보렐-베유 정리라고 한다.

## 예
다음과 같은 경우를 생각하자.
- {\displaystyle G=\operatorname {SL} (2;\mathbb {C} )} (2×2 복소수 특수 선형군)
- {\displaystyle B=\operatorname {B} (2;\mathbb {C} )=\left\{{\begin{pmatrix}a&b\\0&a^{-1}\end{pmatrix}}\colon a\in \mathbb {C} \setminus \{0\},\;b\in \mathbb {C} \right\}} (상삼각 행렬로 구성된 부분군)
- {\displaystyle U=\left\{{\begin{pmatrix}1&b\\0&1\end{pmatrix}}\colon b\in \mathbb {C} \right\}}
- {\displaystyle T=B/U\cong \mathbb {C} ^{\times }}
- {\displaystyle G/B\cong \operatorname {\mathbb {C} P} ^{1}} (리만 구)
- 정수 무게 {\displaystyle \lambda }. 이는 정수 {\displaystyle n\in \mathbb {Z} }에 대하여 {\displaystyle \mathbb {C} ^{\times }\to \mathbb {C} ^{\times }}, {\displaystyle z\mapsto z^{n}}으로 주어진다.
- 선다발 {\displaystyle L_{-\lambda }}는 리만 구의 표준 선다발의 거듭제곱 {\displaystyle {\mathcal {O}}(n)}이다.
- {\displaystyle G=A_{1}}의 근계는 1차원이며, 하나의 양근 2를 갖는다. 즉 {\displaystyle \rho =1}이다.

이에 따라, 보렐-베유-보트 정리에 의하면
{\displaystyle \operatorname {H} ^{0}(\operatorname {\mathbb {C} P} ^{1};{\mathcal {O}}(n))=\Gamma (\operatorname {\mathbb {C} P} ^{1};{\mathcal {O}}(n))\cong \operatorname {Sym} ^{n}(\mathbb {C} ^{2})^{*}}
는 표준 (2차원) 표현의 {\displaystyle n}차 대칭 거듭제곱이다.

## 역사
아르망 보렐과 앙드레 베유가 우세 무게에 대한 경우(즉, 0차 층 코호몰로지에 대응하는 경우)를 증명하였다. 이후 라울 보트가 이를 일반적 정수 무게에 대한 경우(즉, 고차 코호몰로지에 대응하는 경우)로 일반화하였다.

## 참고 문헌
- Baston, Robert J.; Eastwood, Michael G. (1989). 《The Penrose transform: its interaction with representation theory》 (영어). Oxford University Press.